# Ла-Суш
Ла-Суш (фр. La Souche, окс. La Socha) — коммуна во Франции, находится в регионе Рона — Альпы. Департамент коммуны — Ардеш. Входит в состав кантона Тюэй. Округ коммуны — Ларжантьер.
Код INSEE коммуны — 07315.
Коммуна расположена приблизительно в 490 км к югу от Парижа, в 140 км южнее Лиона, в 34 км к западу от Прива, на западном берегу реки Линьон.

## Климат
Климат характеризуется большим количеством осадком, особенно проливными осенними дождями.
| Показатель | Янв. | Фев. | Март | Апр. | Май  | Июнь | Июль | Авг. | Сен. | Окт. | Нояб. | Дек. | Год  |
| --- | ---- | ---- | ---- | ---- | ---- | ---- | ---- | ---- | ---- | ---- | ----- | ---- | ---- |
| Средний суточный максимум, °C | 7,6  | 7,9  | 10,2 | 12,5 | 17   | 20,9 | 24,8 | 24,5 | 20,1 | 15,5 | 10,7  | 8,7  | 15   |
| Средняя температура, °C | 4,7  | 4,9  | 6,8  | 8,8  | 13,1 | 16,6 | 20,1 | 20   | 16,5 | 12,3 | 7,7   | 5,9  | 11,4 |
| Средний суточный минимум, °C | 1,7  | 1,8  | 3,4  | 5    | 9,2  | 12,3 | 15,3 | 15,5 | 13,5 | 9,1  | 4,7   | 3    | 7,7  |
| Норма осадков, мм | 209  | 135  | 112  | 180  | 183  | 106  | 60   | 93   | 214  | 307  | 254   | 216  | 2069 |
| Источник: Archives climatologiques mensuelles — Loubaresse (1971—2000) — avec application d'un gradient d'augmentation de température de 0,6 °C pour une variation de 100 mètres |      |      |      |      |      |      |      |      |      |      |       |      |      |

## Население
Население коммуны на 2008 год составляло 336 человек.
| 1962 | 1968 | 1975 | 1982 | 1990 | 1999 | 2008 |
| ---- | ---- | ---- | ---- | ---- | ---- | ---- |
| 346  | 385  | 334  | 312  | 288  | 290  | 336  |

## Экономика
В 2007 году среди 187 человек в трудоспособном возрасте (15—64 лет) 116 были экономически активными, 71 — неактивными (показатель активности — 62,0 %, в 1999 году было 56,1 %). Из 116 активных работали 102 человека (53 мужчины и 49 женщин), безработных было 14 (3 мужчин и 11 женщин). Среди 71 неактивных 13 человек были учениками или студентами, 36 — пенсионерами, 22 были неактивными по другим причинам.

## Достопримечательности
- Церковь Сен-Совёр[фр.], нынешнее здание было перестроено в 1870 году, есть башня высотой 43 м с тремя колоколами
- Церковь в деревне Сен-Луи (1871 год)
- Памятник погибшим в Первой и Второй мировых войнах
- Замок Шарей[фр.] (XVI век)

## Фотогалерея

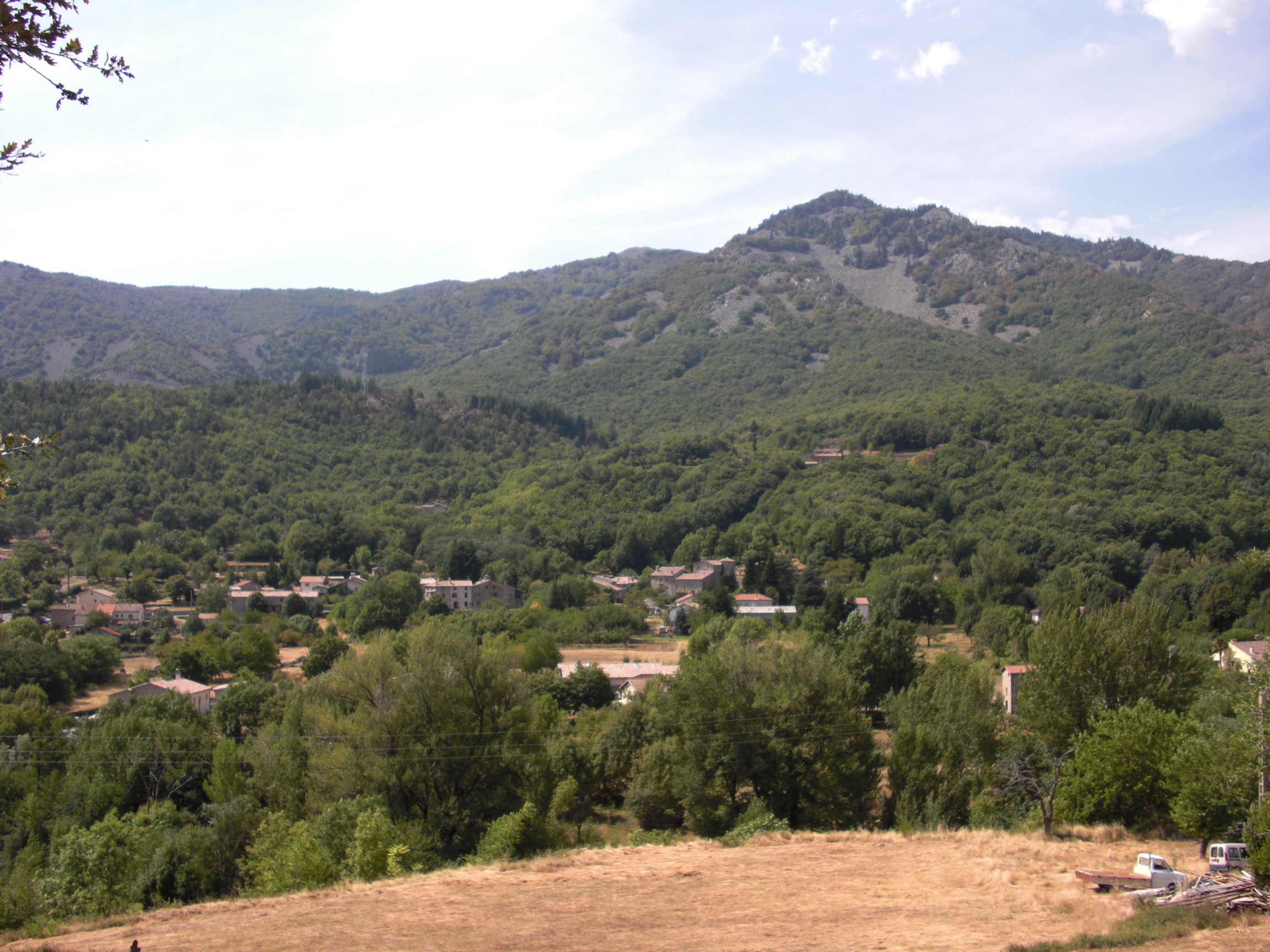
Деревня Шарей
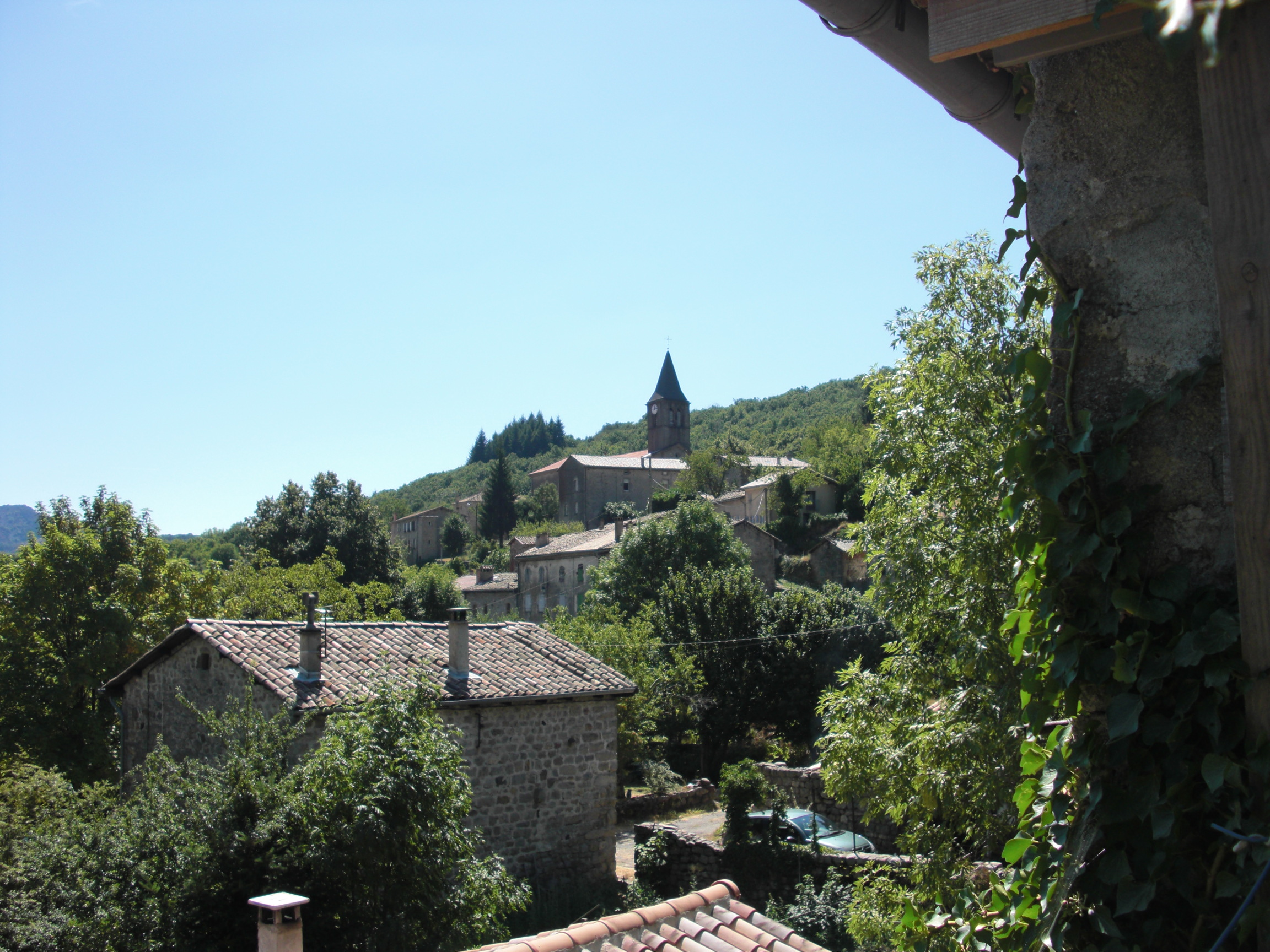
Вид на церковь деревни Ла-Суш
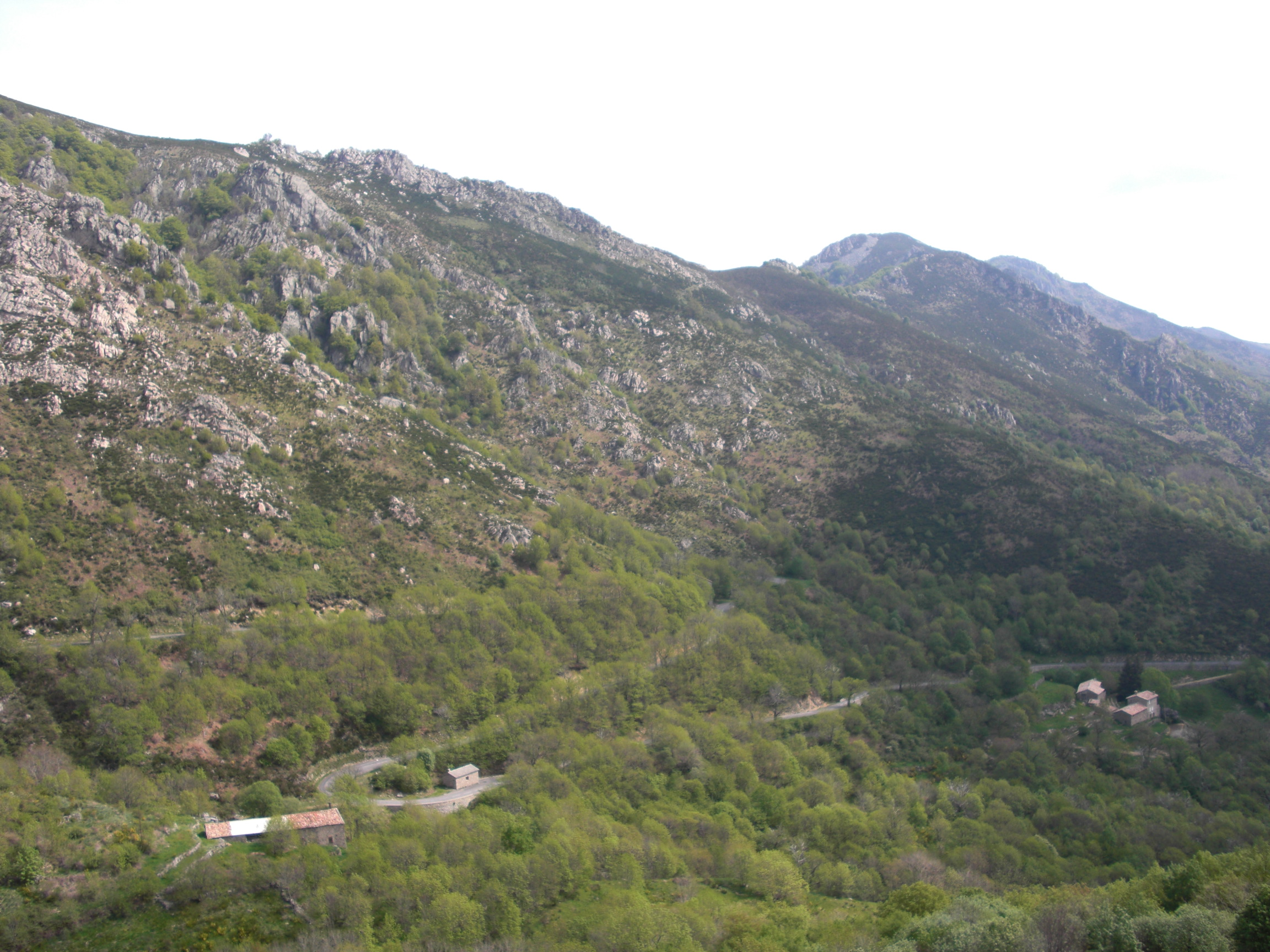
Вид на горы Круа-де-Бозон